# Sečovská Polianka
Sečovská Polianka – wieś (obec) na Słowacji położona w kraju preszowskim, w powiecie Vranov nad Topľou. Leży w historycznej krainie Górny Zemplin.

## Położenie
Leży w północnej części Niziny Wschodniosłowackiej, przez którą płyną tu z północy na południe Ondawa i Topľa. Zabudowania wsi leżą ok. 2,5 km na zachód od koryta Topli. Na zachodzie teren wsi sięga do podnóży Gór Slańskich. Przez wieś przepływa Cabovský potok, uchodzący tuż niżej, jako prawobrzeżny dopływ, do Topli.
Przez miejscowość biegną linia kolejowa Vranov nad Topľou-Trebišov oraz droga krajowa nr 79 z 
Vranova nad Topľou do granicy węgierskiej (Slovenské Nové Mesto).

## Historia
Pierwsze wzmianki o miejscowości pochodzą z 1272 roku.

## Demografia
Według danych z dnia 31 grudnia 2012 roku, wieś zamieszkiwało 2736 osób, w tym 1380 kobiet i 1356 mężczyzn.
W 2001 roku rozkład populacji względem narodowości i przynależności etnicznej wyglądał następująco:
- Słowacy – 98,68%
- Czesi – 0,15%
- Romowie – 0,83%
- Ukraińcy – 0,08%
- Węgrzy – 0,04%

Ze względu na wyznawaną religię struktura mieszkańców kształtowała się w 2001 roku następująco:
- Katolicy rzymscy – 65,56%
- Grekokatolicy – 32,21%
- Ewangelicy – 0,53%
- Prawosławni – 0,04%
- Ateiści – 1,06%
- Nie podano – 0,3%